# Початок (суцвіття)
Початок (лат. spadix) — це тип суцвіття (різновид колоса) з невеликими квітками, розташованими на м'ясистому стеблі. Трапляється в деяких однодольних рослин. Початки типові для родин кліщинцевих (Araceae), рогозових (Typhaceae) та пальмових Arecaceae (у пальм складний початок). Початок зазвичай оточений листоподібним вигнутим приквітком, відомим як обгортка початка. У цього типу суцвіть квітконос товстий, довгий і м'ясистий, має дрібні сидячі одностатеві квітки, вкриті одним або кількома великими зеленими чи різнокольоровими приквітками (обгортками), що оточують або частково охоплюють початок знизу. У деяких родів ароїдних (Aroideae) на колосі може бути більш як 2000 квіток.
Однодомні ароїдні мають одностатеві чоловічі та жіночі квітки на одній особині, і верхівка зазвичай організована жіночими квітками внизу та чоловічими квітками зверху. Як правило, рильця більше не сприйнятливі, коли виділяється пилок, що перешкоджає самозаплідненню. Однак існують і дводомні види.
У складному початку вісь розгалужена. Зазвичай все суцвіття вкрите жорстким човноподібним ковпаком, наприклад у кокоса. У пальм колос часто здерев'янілий, але також несе одностатеві квіти, розташовані шарами. Обгортка часто шкіряста й дерев'яниста.
Етимологія: іменник spadix утворений від spadīce- — «пальмова гілка», яке, своєю чергою, походить від давньогрецького spádix, «гілка дерева».

## Галерея

Схема
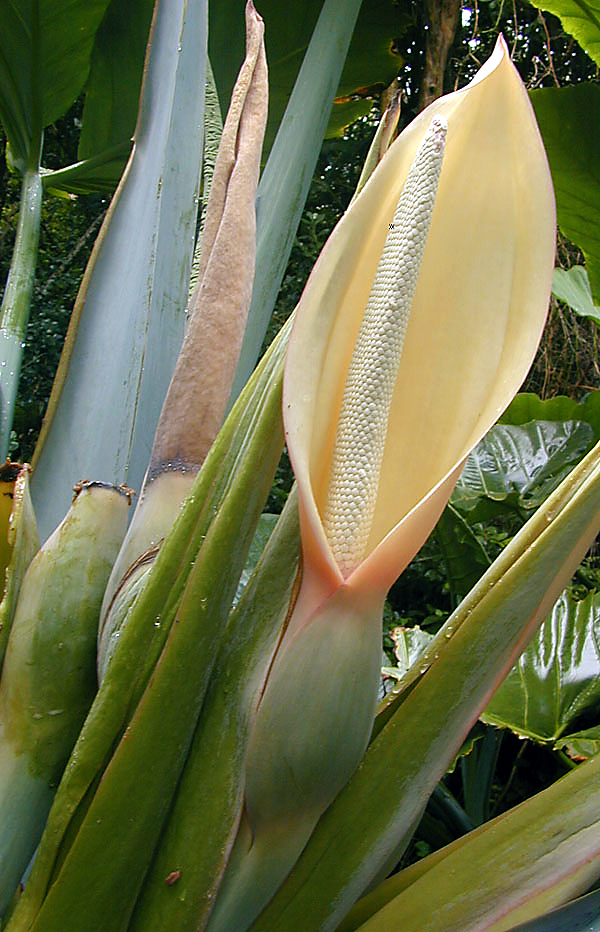
Xanthosoma sagittifolium
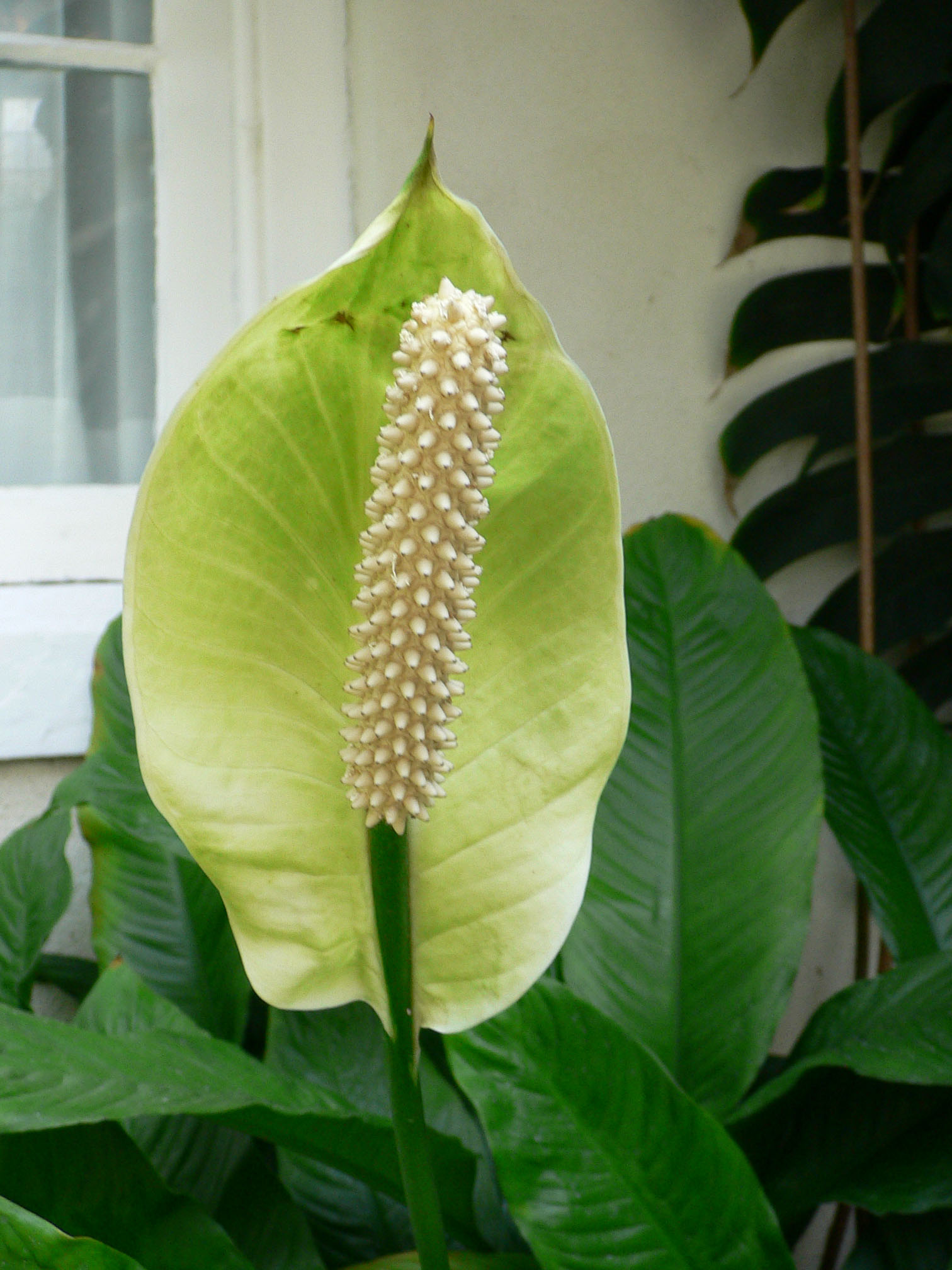
Spathiphyllum floribundum
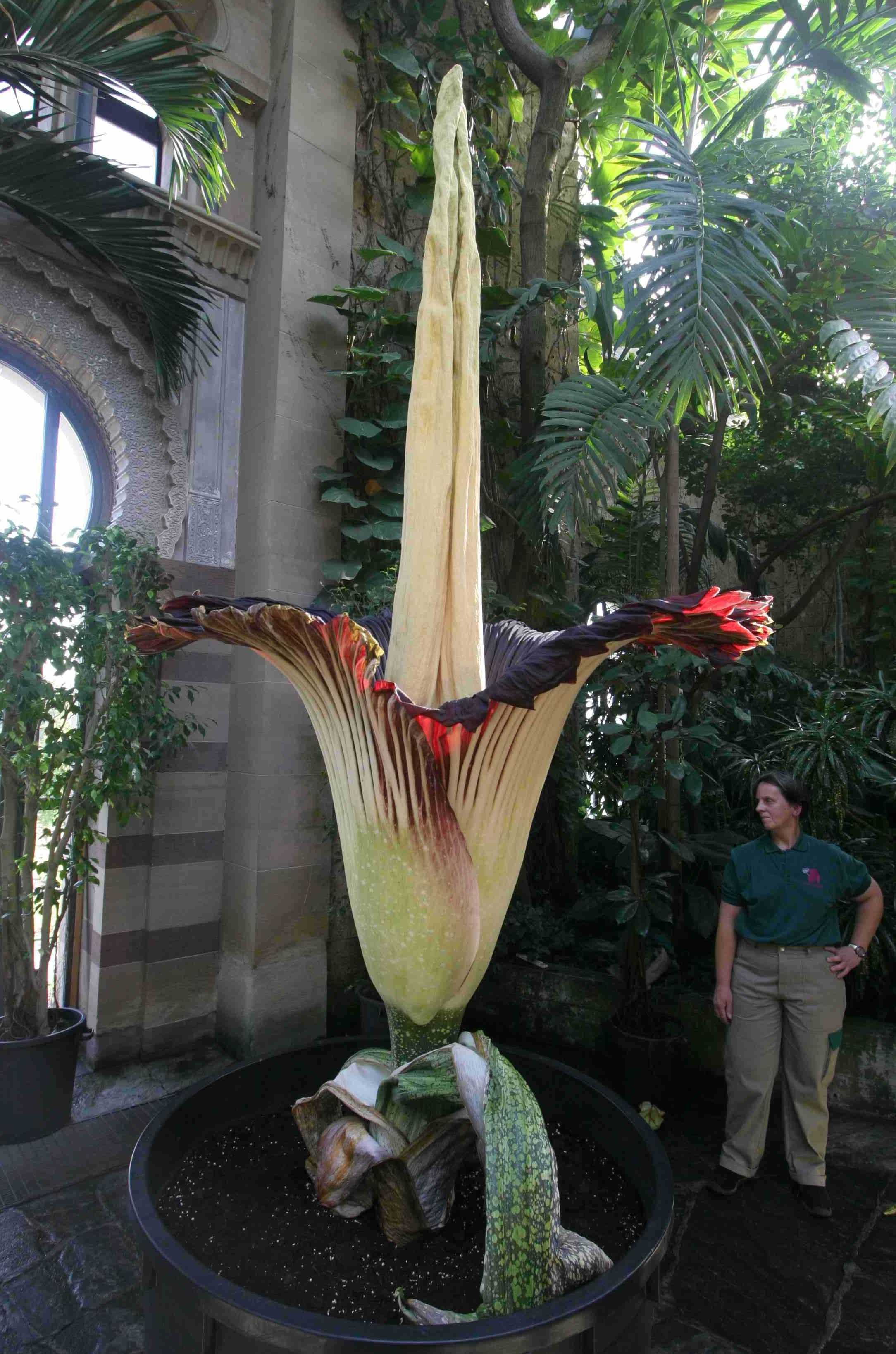
Amorphophallus titanum — найбільший з початків
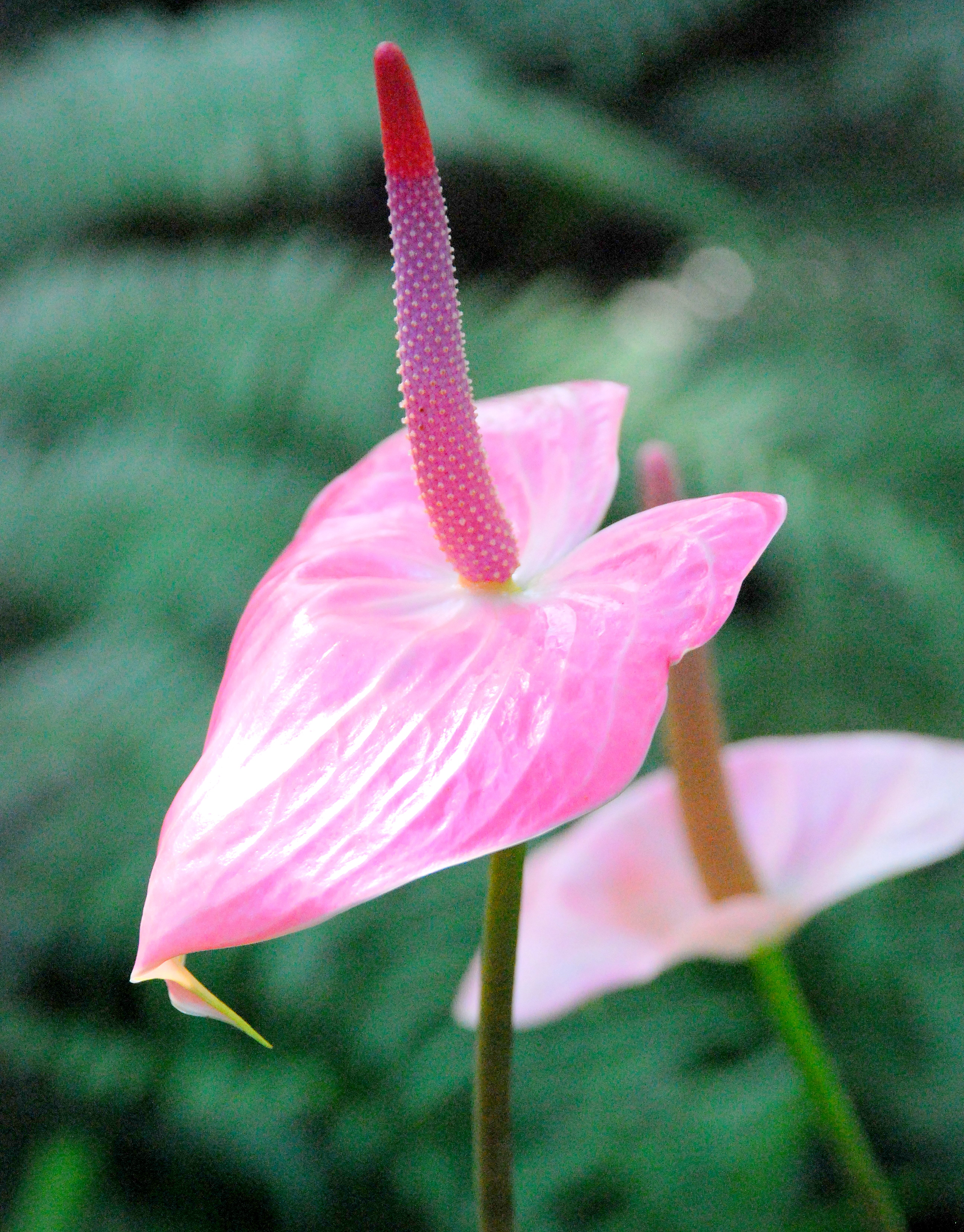
Anthurium andraeanum
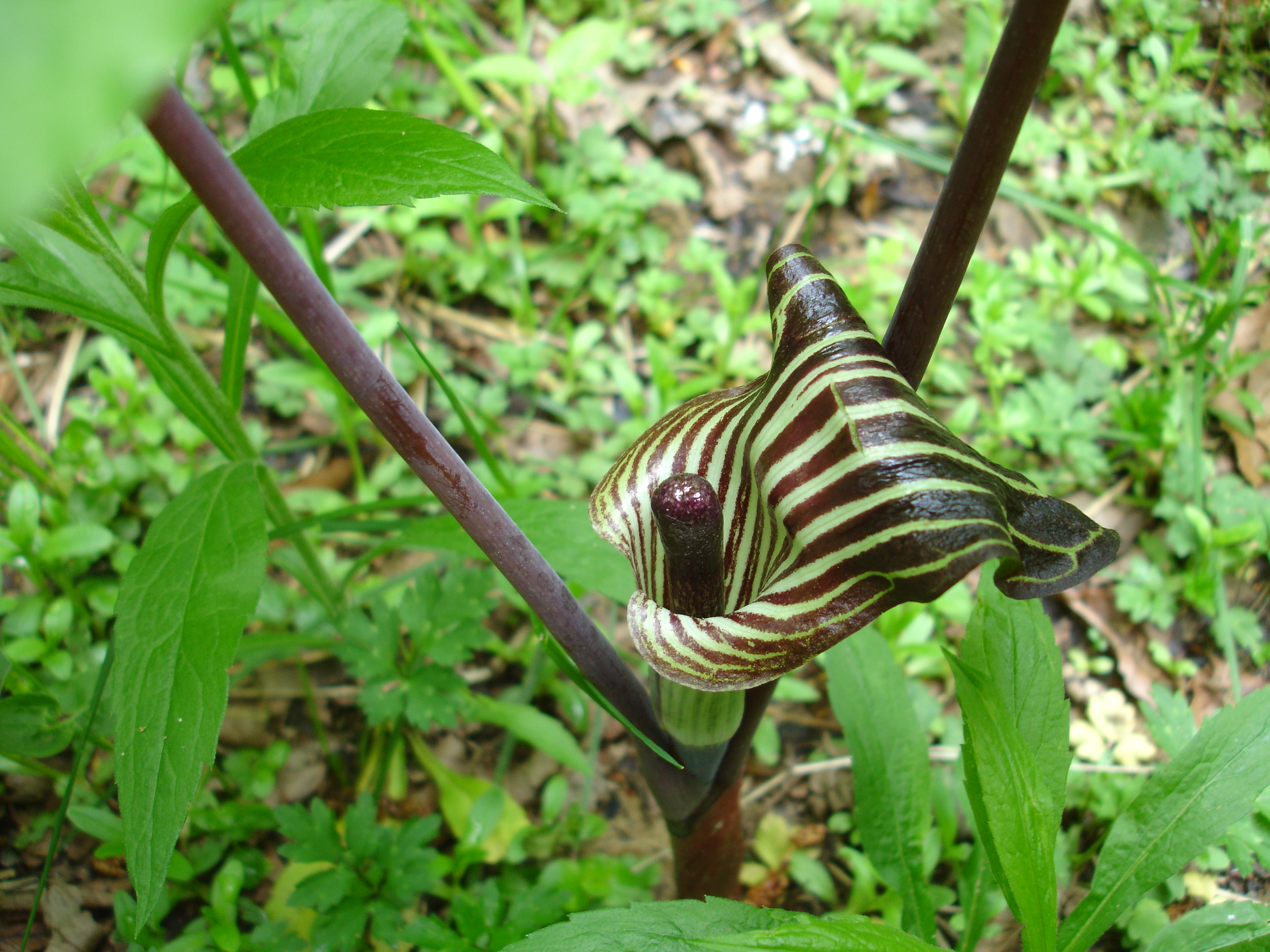
Arisaema triphyllum
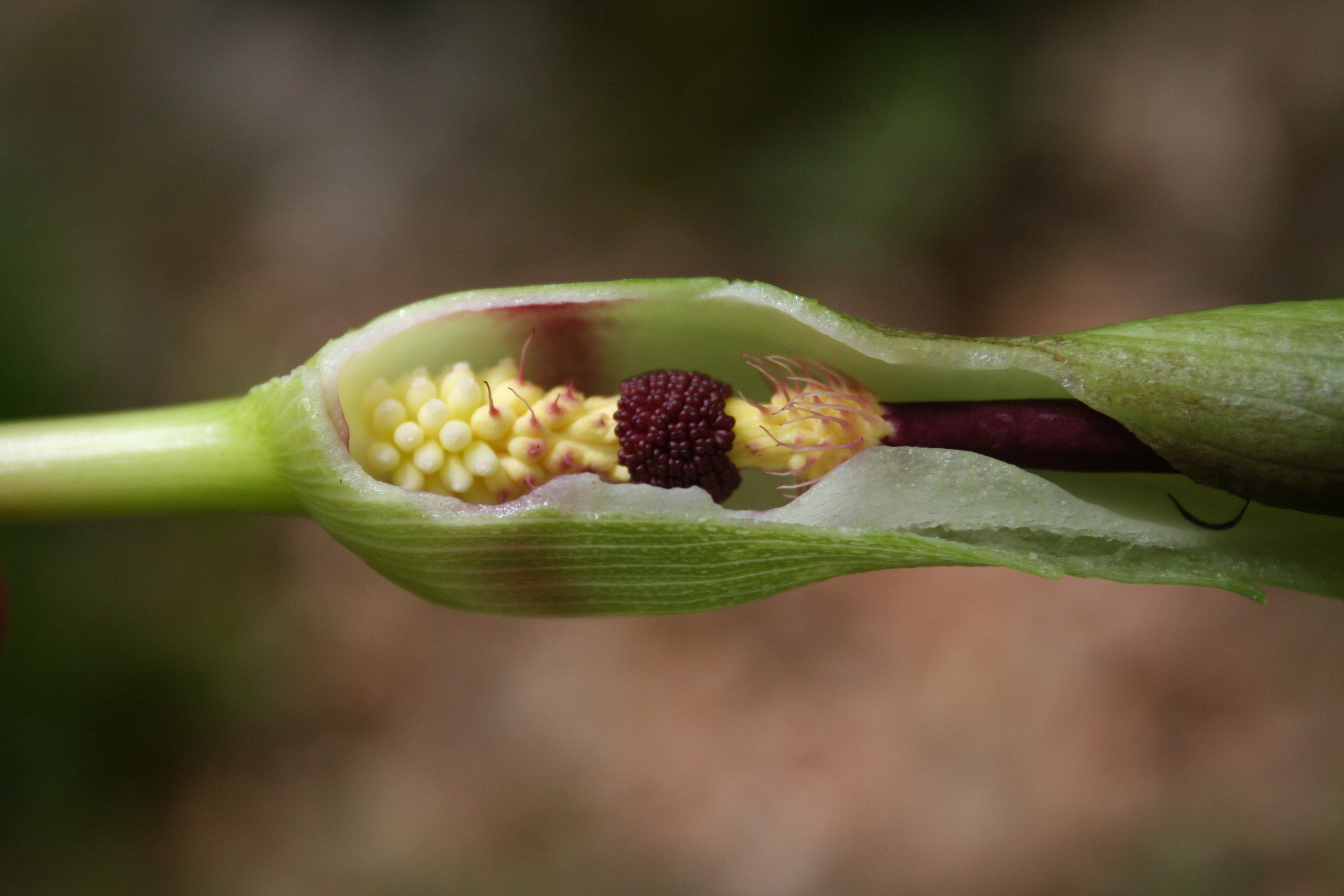
Arum maculatum — Зліва направо: жіночі квітки, чоловічі квітки, безплідні квітки
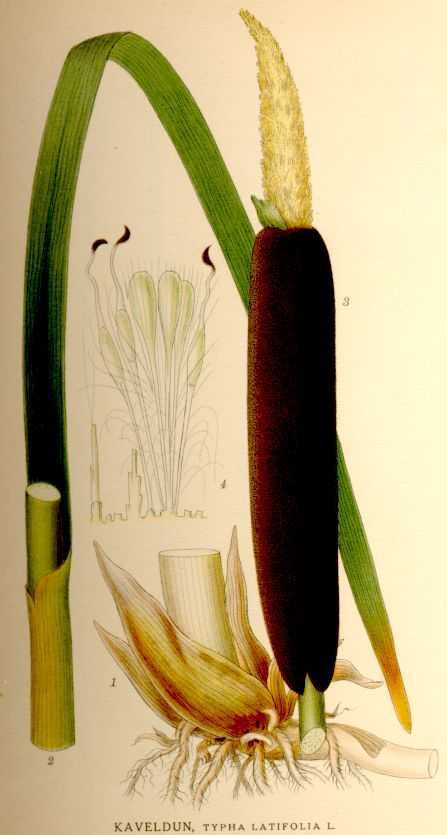
Typha latifolia
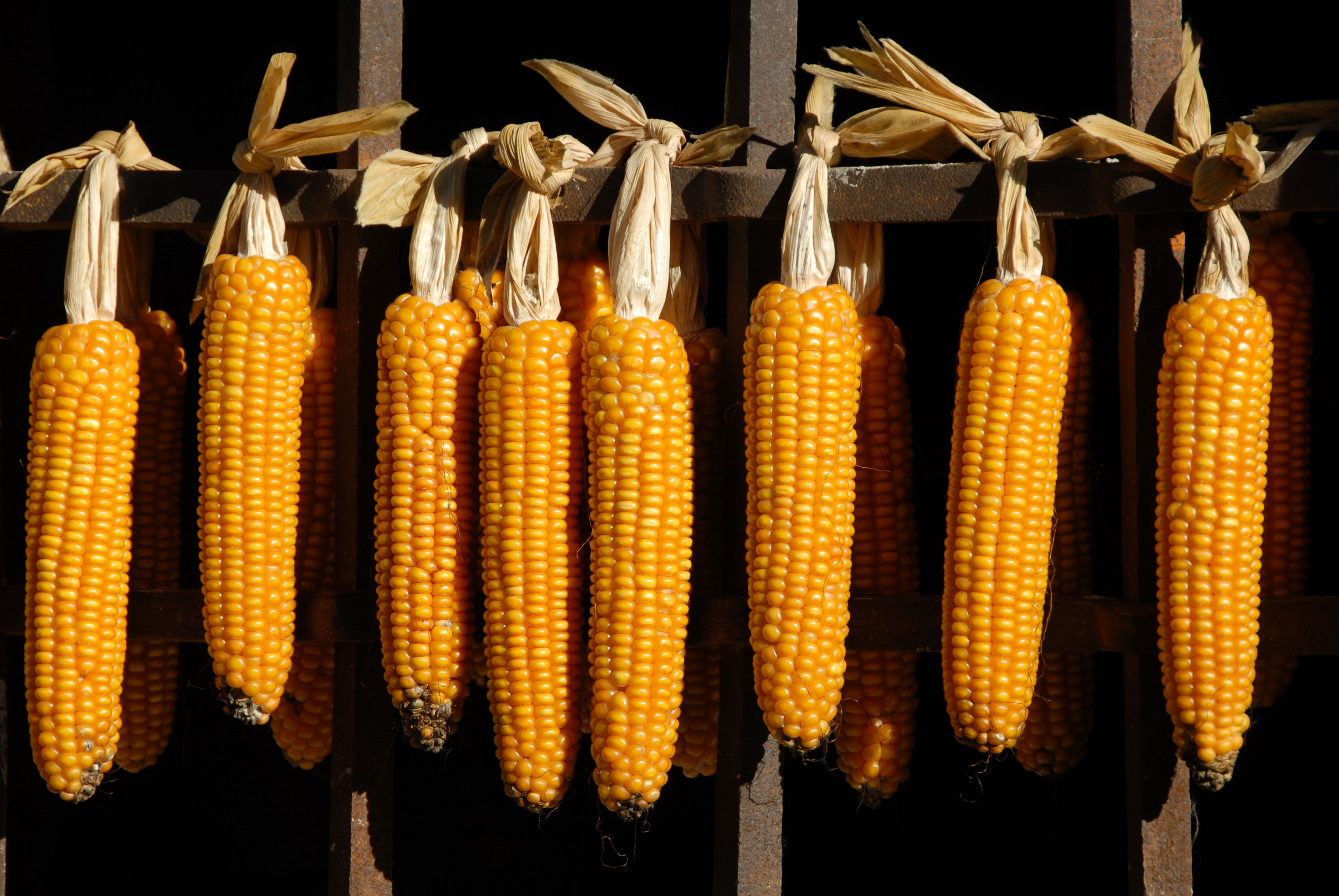
Zea mays
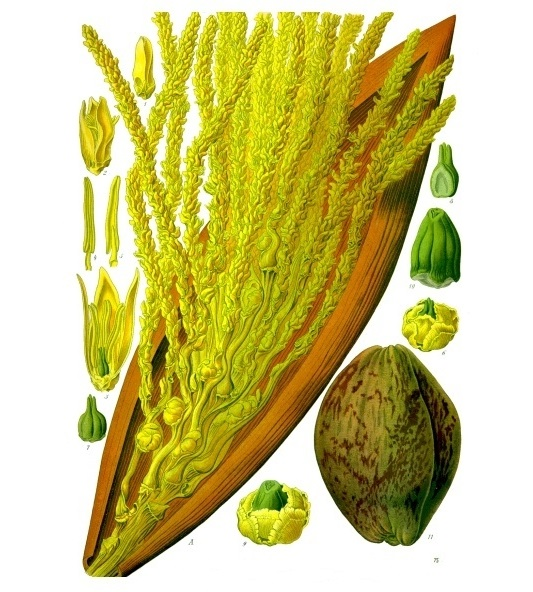
Cocos nucifera